# Mathieu André (hockey sur glace)
Pour les articles homonymes, voir Mathieu André et André.
Mathieu André est un joueur professionnel français de hockey sur glace né le 14 février 1990 à Briançon dans les Hautes-Alpes. Il évolue au poste d'attaquant.

## Biographie

### Carrière en club
Après son hockey mineur au club de Briançon, il décide de rejoindre le club de Gap pour jouer en cadet et en espoirs. Durant la saison 2008-2009, il intègre l'équipe fanion alors en Division 1. Il inscrit son premier but contre les Chevaliers du Lac d'Annecy le 18 octobre 2008, match comptant pour la 5e journée de championnat. La saison suivante, Gap est promu en Ligue Magnus, Mathieu André inscrit son premier but en Elite contre le Mont-Blanc Hockey Club le 4 décembre 2009  sur une assistance de Jean-Charles Charette. La même année, il est le deuxième pointeur du championnat U22 avec 41 points derrière son coéquipier Julien Correia et échoue lors du match pour la 3e place face à Rouen malgré 2 assistances. En 2010-2011, il marque en championnat face à son club formateur, les Diables rouges de Briançon lors de la victoire des gapençais à René-Froger sur le score de 1-3 . Ce but en cage vide clos le score et permet à Gap de remporter son premier derby des Hautes-Alpes depuis 2004. À l'issue de cette saison qui voit Gap finir 3e de la saison régulière, Mathieu André s'engage une nouvelle saison avec les Rapaces de Gap.

### Carrière internationale
Il a représenté l'Équipe de France de hockey sur glace au Championnat du monde moins de 18 ans de hockey sur glace 2007 à Maribor en Slovénie. Il y inscrit un but contre le Kazakhstan sur une passe de Yohann Auvitu et une notion d'assistance face à l'Italie.
L'année suivante, il porte le maillot tricolore lors du Championnat du monde moins de 18 ans de hockey sur glace 2008 à Courchevel et Méribel en France. Il est désigné meilleur attaquant de la compétition et meilleur joueur français lors des matchs contre la Croatie et l'Australie. Il totalise 11 buts pour 5 assistances (16 points) et devient le meilleur pointeur du tournoi avec son compère Timothy Perez.
En 2009, il participe au Championnat du monde junior de hockey sur glace à Herisau en Suisse. Les bleus finissent 3e du tournoi et Mathieu André marque un but (assistance de Robin Gaborit) et délivre une passe décisive à Vincent Kara lors de la large victoire français sur l'Estonie 19-0.
En 2010, il dispute les championnats du monde junior de hockey sur glace à Saint-Gervais et Méribel. Les français terminent dernier du tournoi avec 3 points et une seule victoire face à l'Ukraine. Mathieu André inscrit 2 points, une assistance contre l'Ukraine et une autre aide contre l'Allemagne.

## Trophées et honneurs personnels
Championnat du monde moins de 18 ans
- 2008 : meilleur pointeur de la division II, groupe A.

Division 1
- 2008-2009 : Champion de France.

## Statistiques

### En club
| Saison    | Équipe                     | Ligue        |    | Saison régulière | Saison régulière | Saison régulière | Saison régulière | Saison régulière |   | Séries éliminatoires | Séries éliminatoires | Séries éliminatoires | Séries éliminatoires | Séries éliminatoires |
| Saison    | Équipe                     | Ligue        | PJ | B                | A                | Pts              | Pun              | PJ               | B | A                    | Pts                  | Pun                  |                      |                      |
| 2005-2006 | Rapaces de Gap U18         | France U18   | 2  | 1                | 1                | 2                | 0                |                  |   |                      |                      |                      |                      |                      |
| 2006-2007 | Gap U18                    | France U18   | 13 | 7                | 11               | 18               | 10               |                  |   |                      |                      |                      |                      |                      |
| 2006-2007 | Gap U22                    | France U22   | 11 | 8                | 7                | 15               | 15               |                  |   |                      |                      |                      |                      |                      |
| 2007-2008 | Gap U18                    | France U18   | 7  | 5                | 4                | 9                | 14               |                  |   |                      |                      |                      |                      |                      |
| 2007-2008 | Gap U22                    | France U22   | 8  | 1                | 6                | 7                | 20               |                  |   |                      |                      |                      |                      |                      |
| 2008-2009 | Gap                        | Division 1   | 20 | 5                | 7                | 12               | 24               | 2                | 0 | 0                    | 0                    | 0                    |                      |                      |
| 2008-2009 | Gap                        | CdF          | 3  | 0                | 2                | 2                | 10               |                  |   |                      |                      |                      |                      |                      |
| 2008-2009 | Gap                        | CdL          | 3  | 0                | 0                | 0                | 0                |                  |   |                      |                      |                      |                      |                      |
| 2008-2009 | Gap U22                    | France U22   | 16 | 13               | 15               | 28               | 12               |                  |   |                      |                      |                      |                      |                      |
| 2009-2010 | Gap                        | Ligue Magnus | 21 | 1                | 2                | 3                | 12               | 1                | 0 | 0                    | 0                    | 0                    |                      |                      |
| 2009-2010 | Gap                        | CdL          | 5  | 0                | 3                | 3                | 0                | 2                | 0 | 0                    | 0                    | 0                    |                      |                      |
| 2009-2010 | Gap U22                    | France U22   | 18 | 19               | 22               | 41               | 28               | 4                | 1 | 3                    | 4                    | 2                    |                      |                      |
| 2010-2011 | Gap                        | Ligue Magnus | 21 | 1                | 0                | 1                | 0                | 5                | 0 | 0                    | 0                    | 0                    |                      |                      |
| 2010-2011 | Gap                        | CdF          | 1  | 0                | 1                | 1                | 0                |                  |   |                      |                      |                      |                      |                      |
| 2010-2011 | Gap                        | CdL          | 5  | 0                | 1                | 1                | 0                |                  |   |                      |                      |                      |                      |                      |
| 2010-2011 | Gap U22                    | France U22   | 18 | 20               | 17               | 37               | 26               | 4                | 2 | 2                    | 4                    | 0                    |                      |                      |
| 2011-2012 | Gap                        | Ligue Magnus | 23 | 5                | 4                | 9                | 8                | 5                | 1 | 1                    | 2                    | 0                    |                      |                      |
| 2011-2012 | Gap                        | CdF          | 1  | 0                | 0                | 0                | 2                |                  |   |                      |                      |                      |                      |                      |
| 2011-2012 | Gap                        | CdL          | 6  | 1                | 1                | 2                | 2                | 2                | 1 | 0                    | 1                    | 0                    |                      |                      |
| 2011-2012 | Gap U22                    | France U22   | 18 | 20               | 17               | 37               | 26               | 4                | 2 | 2                    | 4                    | 0                    |                      |                      |
| 2012-2013 | Gap                        | Ligue Magnus | 25 | 5                | 5                | 10               | 26               | 3                | 0 | 0                    | 0                    | 4                    |                      |                      |
| 2012-2013 | Gap                        | CdF          | 1  | 1                | 0                | 1                | 0                | -                | - | -                    | -                    | -                    |                      |                      |
| 2012-2013 | Gap                        | CdL          | 4  | 1                | 1                | 2                | 0                | -                | - | -                    | -                    | -                    |                      |                      |
| 2013-2014 | Gap                        | Ligue Magnus | 1  | 0                | 0                | 0                | 2                | 8                | 1 | 1                    | 2                    | 2                    |                      |                      |
| 2014-2015 | Hormadi Anglet             | Division 1   | 20 | 12               | 11               | 23               | 14               | 9                | 4 | 3                    | 7                    | 6                    |                      |                      |
| 2015-2016 | Hormadi Anglet             | Division 1   | 26 | 21               | 18               | 39               | 24               | 11               | 2 | 9                    | 11                   | 6                    |                      |                      |
| 2016-2017 | Hormadi Anglet             | Division 1   | 24 | 17               | 11               | 28               | 58               | 4                | 2 | 1                    | 3                    | 0                    |                      |                      |
| 2017-2018 | Boxers de Bordeaux         | Ligue Magnus | 41 | 9                | 7                | 16               | 8                | 5                | 0 | 0                    | 0                    | 0                    |                      |                      |
| 2018-2019 | Diables rouges de Briançon | Division 1   | 26 | 12               | 22               | 34               | 34               | 12               | 4 | 10                   | 14                   | 12                   |                      |                      |
| 2019-2020 | Diables rouges de Briançon | Ligue Magnus | 32 | 10               | 7                | 17               | 12               | 4cla             | 2 | 2                    | 4                    | 2                    |                      |                      |
| 2020-2021 | Corsaires de Nantes        | Division 1   | 12 | 5                | 6                | 11               | 6                | 1                | 1 | 0                    | 1                    | 0                    |                      |                      |
| 2021-2022 | Corsaires de Nantes        | Division 1   | 26 | 12               | 20               | 32               | 20               | 7                | 2 | 2                    | 4                    | 16                   |                      |                      |

### En équipe nationale
| Année | Évènement                            |   | PJ | B | A  | Pts | Pun | +/-                                           |  | Résultat |
| 2007  | Championnat du monde moins de 18 ans | 5 | 1  | 1 | 2  | +5  | 4   | Sixième place de la division 1, groupe A      |  |          |
| 2008  | Championnat du monde moins de 18 ans | 5 | 11 | 5 | 16 | +12 | 2   | Médaille d'or de la division 2, groupe A      |  |          |
| 2009  | Championnat du monde junior          | 5 | 1  | 1 | 2  | +4  | 4   | Médaille de bronze de la division 1, groupe A |  |          |
| 2010  | Championnat du monde junior          | 5 | 0  | 2 | 2  | -2  | 4   | Sixième place de la division 1, groupe A      |  |          |